# Classe Arafura
La classe Arafura est une classe de patrouilleurs en mer (offshore en anglais) en cours de construction pour la Royal Australian Navy (RAN). Initialement proposé dans le Livre blanc sur la défense de 2009 et marqué comme projet d'approvisionnement SEA 1180, il prévoyait la construction de 20 navires de combat offshore (Offshore Combatant Vessels, OCV) pour remplacer 26 navires répartis en quatre classes de navires distinctes : les patrouilleurs de la classe Armidale, les chasseurs de mines de la classe Huon, les navires de recherche hydrographique de la classe Leeuwin et les vedettes hydrographiques de la classe Paluma. Bien qu'ayant une conception commune (pouvant atteindre un déplacement de 2 000 tonnes), les navires utiliseront un système de charge utile de mission modulaire pour remplir des rôles spécifiques : principalement la patrouille frontalière, la guerre des mines et les levés hydrographiques. Le Livre blanc sur la défense de 2013 s'est engagé à considérer le projet OCV comme un objectif à long terme, mais opta à court terme pour un achat accéléré d'un modèle existant pour remplacer les bâtiments de la classe Armidale et éviter des radoubs successifs, prolongeant la durée de vie des navires en fin de service. Cela aboutit au projet du « patrouilleur offshore » (OPV) et au nombre d'unités réduit à 12. Ce chiffre fut cependant réévalué à 14 lorsque 2 autres variantes de navire de guerre des mines ont été proposées dans le cadre du projet.
Le Premier ministre de l'époque, Malcolm Turnbull, annonce le 18 avril 2016 les concepteurs navals présélectionnés pour le projet : Damen, Fassmer et Lürssen. Le 24 novembre 2017, le gouvernement confirme la participation de Lürssen au projet. La cérémonie de mise en service du premier est a lieu le 28 juin 2024.

## Construction
La classe de navires sera basée sur l'OPV80 de Lürssen, similaire à la classe Darussalam de la marine royale du Brunei,. Les deux premiers navires sont construits par ASC Shipbuilding, à Adélaïde en Australie-Méridionale, les autres étant confiés au chantier naval de Forgacs Marine and Defence (filiale de Civmec), à Henderson en Australie-Occidentale,.
La construction du premier navire débute le 15 novembre 2018. Ce jour-là, son nom (qui sera celui de sa classe) est dévoilé : il s'agit du HMAS Arafura, navire de tête de la classe Arafura.
Le 9 avril 2020, la quille du second patrouilleur, le HMAS Eyre, est posée au chantier naval d'ASC. Les noms des quatre navires suivants sont également dévoilés à cette période : HMAS Pilbara, Gippsland, Illawarra et Carpentaria.
Les quilles des Pilbara, Gippsland et Illawarra sont posées le 11 septembre 2020, le 30 juillet 2021 et le 27 septembre 2022.
En octobre 2022, un signalement estime que le HMAS Arafura ne répond pas aux normes de sécurité civile. Le gouvernement pointe également le manque d'armement à bord par rapport aux besoins de la marine. Le gouvernement envisage de réduire le nombre de navires commandés, ceux achevés pourront être transférés dans l'Australian Border Force. Les retards dans l'achèvement de la classe Arafura conduisent le programme dans la liste des « projets préoccupants » de la Défense en avril 2023. En novembre 2023, le HMAS Arafura est lancé, mais aucun essai en mer n'est mené, sa date de mise en service étant retardée jusqu'en 2025, potentiellement en raison de manquements aux normes de sécurité,. Il rentre en service actif le 31 janvier 2025 mais la cérémonie de mise en service n'a lieu que le 28 juin 2025.

## Critiques
Avec l'annulation du canon principal et l'absence de remplacement d'un armement majeur, la classe est critiquée pour son incapacité à opérer dans des combats de niveaux moyens et intenses, ce qui entraîne des appels à revoir l'armement du projet ou à transférer les unités vers la Marine Unit de l'Australian Border Force en faveur d'une flotte de corvettes,,. Le projet est également critiqué pour ses retards dans le calendrier et son dépassement de budget,.

## Annulation
À la suite de l'« examen stratégique de la défense 2023 », de l'« » examen de la flotte de combat de surface pour 2024 » et de la « publication de la flotte de combat de surface à létalité améliorée 2024 » par le gouvernement en février 2024, les 6 derniers navires sont annulés car considérés comme inefficaces pour les opérations de sécurité maritime civile. Ils ne possèdent également pas les systèmes de capacités de survie et d’autodéfense nécessaires pour contribuer à une mission de combat de surface. Pour pallier ces facteurs manquants, des recherches plus approfondies sont menées pour déterminer comment ces navires pourront contribuer à diverses autres missions.

## Navires de la classe
| Nom                                                | N° de fanion                                       | Constructeur                                       | Pose de la quille                                  | Lancement                                          | Commission                                         | Statut                                             | Nommé d'après                                      |
| Patrouilleurs offshore (12 prévus, puis 6 annulés) | Patrouilleurs offshore (12 prévus, puis 6 annulés) | Patrouilleurs offshore (12 prévus, puis 6 annulés) | Patrouilleurs offshore (12 prévus, puis 6 annulés) | Patrouilleurs offshore (12 prévus, puis 6 annulés) | Patrouilleurs offshore (12 prévus, puis 6 annulés) | Patrouilleurs offshore (12 prévus, puis 6 annulés) | Patrouilleurs offshore (12 prévus, puis 6 annulés) |
| -------------------------------------------------- | -------------------------------------------------- | -------------------------------------------------- | -------------------------------------------------- | -------------------------------------------------- | -------------------------------------------------- | -------------------------------------------------- | -------------------------------------------------- |
| HMAS Arafura                                       | OPV 203                                            | ASC Shipbuilding, Osborne                          | 10 mai 2019                                        | 16 décembre 2021                                   | 28 juin 2025                                       | En service                                         | Mer d'Arafura                                      |
| HMAS Eyre                                          | OPV 204                                            | ASC Shipbuilding, Osborne                          | 9 avril 2020                                       | 22 novembre 2023                                   |                                                    | En cours d'aménagement                             | Péninsule d'Eyre, Australie-Méridionale            |
| HMAS Pilbara                                       | OPV 205                                            | Forgacs Marine and Defence, Henderson              | 11 septembre 2020                                  |                                                    |                                                    | En construction                                    | Pilbara, Australie-Occidentale                     |
| Gippsland                                          | OPV 206                                            | Forgacs Marine and Defence, Henderson              | 30 juillet 2021                                    |                                                    |                                                    | En construction                                    | Gippsland, Victoria                                |
| Illawarra                                          | OPV 207                                            | Forgacs Marine and Defence, Henderson              | 27 septembre 2022                                  |                                                    |                                                    | En construction                                    | Illawarra, Nouvelle-Galles du Sud                  |
| Carpentaria                                        | OPV 208                                            | Forgacs Marine and Defence, Henderson              |                                                    |                                                    |                                                    | En construction                                    | Golfe de Carpentarie                               |
| Source ,:                                          |                                                    |                                                    |                                                    |                                                    |                                                    |                                                    |                                                    |